# Spider CMB
Spider è un esperimento da pallone per studiare la polarizzazione del cielo nella finestra delle microonde tra le frequenze di 96 e 300 GHz e scale angolari tra 30° e 0,5°. Il primo volo è pianificato per aprile 2010 dall'Australia. Un secondo volo è pianificato per la stagione successiva.
I principali obiettivi scientifici della missione sono caratterizzare la componente irrotazionale della CMB alla più larga scala possibile; ricercare l'effetto di onde gravitazioni nella polarizzazione della CMB; caratterizzare la polarizzazione delle emissioni della Via Lattea.